# Ono Masuho
Ono Masuho (大野 増穂, Ōno Masuho) est un peintre japonais abstrait à tendance géométrique, né en 1936 à Yokohama.

## Biographie
En 1965, il reçoit le Prix des Beaux-Arts Shell; en 1966, le Prix du Musée d'Art Moderne de Kamakura (section Art moderne).
Il participe à de nombreuses expositions collectives, dont: en 1966, Artistes d'Aujourd'hui; en 1967, New York Exposition Internationale des Jeunes Artistes, dont il reçoit le deuxième Prix; en 1967, Musée municipal d'art de Kyoto, Tendances dans l'Art Japonais Contemporain; 1970, au Musée Cantonal de Lausanne, 3e Salon International des Galeries Pilotes; etc. Il montre aussi des ensembles de peintures dans des expositions personnelles.

## Son style
En accord avec un grand nombre de jeunes artistes japonais des années soixante, soixante-dix, il n'adhère ni à la vague du Pop art, ni à celle de l'art conceptuel, mais au contraire, reste attaché à une peinture austère et exigeante, issue de l'abstraction-géométrique et du constructivisme.